# 呂鳴珂
呂鳴珂（1528年—1598年），字聲甫，號蒼南，錦衣衛官籍浙江麗水縣人，明朝政治人物、畫家。官至工部右侍郎。

## 生平
嘉靖三十四年（1555年）乙卯科順天府鄉試第四十四名。嘉靖三十八年（1559年）己未科會試第一百九十四名，登進士第二甲第二十九名。历任庐州府知府、平阳府，隆庆四年（1570年）六月升陕西按察司副使、整饬洮岷兵备。隆慶六年（1572年），陝西地震，呂鳴珂主持修复西安倒塌城楼。
万历元年（1573年）八月升本省右参政，五年正月升山西按察使，六年（1578年）七月，升山西右布政使。万历七年（1579年）九月，任江西左布政使。万历八年（1580年）五月以违例驰驿降三级，十二年（1584年）十一月降補山东副使。十三年十一月升福建右参政，升陕西按察使整饬潼关卫，十五年九月调山西按察使，十六年十二月升山西右布政使。万历二十年（1592年）四月，以陕西左布政使升南京太仆寺少卿。七月，升光禄寺卿。十月转太常寺卿。万历二十二年（1594年）擢兵部右侍郎兼都察院右佥都御史，巡抚陕西。万历二十三年（1595年），改工部右侍郎，回京。以老卒于官，年七十一。

## 著作
有《太常记》二十二卷。

## 家族
曾祖呂璧，贈懷遠將軍；祖父呂文英，封懷遠將軍錦衣衛指揮同知；父呂昇，曾任州同知。前母陳氏（贈孺人）；母王氏（封孺人）。具庆下。